# Máximo Avilés Blonda
Máximo Avilés Blonda (Santo Domingo, 16 de mayo de 1931 - Santo Domingo, 19 de enero de 1988) fue un poeta y dramaturgo de la República Dominicana.

## Vida
Estudió en la Universidad Autónoma 
de Santo Domingo, donde obtuvo los títulos de Licenciado en Filosofía y Letras (1953) y de Doctor en Derecho (1955). En esa misma universidad dictó, durante varios años, cátedras de Historia Dominicana y Literatura y desempeñó los cargos de Director del Teatro Experimental Universitario, Director de Extensión Cultural y Director del Departamento de Relaciones Públicas e Internacionales.
Además de su obra poética escribió varias obras de teatro, algunas de las cuales han sido representadas en festivales internacionales. Fue director general de la Escuela de Bellas Artes y en los últimos años de su vida ocupó la Dirección General de Cultura. 
Recibió el Premio Nacional de Poesía en dos ocasiones, primero en 1977 con el poemario Los Profetas y, luego en 1983 con Viacrucis. El 7 de diciembre de 1987 fue condecorado por el gobierno dominicano con la Orden de Duarte, Sánchez y Mella en el grado de Gran Cruz Placa de Plata.

## Obra

### Poesía
- Trío. Santo Domingo: .Colección El Silbo Vulnerado, 1957
- Centro del mundo. Santo Domingo: Editora del Caribe C. por A., 1962
- Cantos a Helena. Santo Domingo: Editora Universidad Autónoma de Santo Domingo, 1970
- Del comienzo, a la mitad de la vida. Santo Domingo: Editora Universidad Autónoma de Santo Domingo, 1976
- Los pro-fetas Santo Domingo: Editora Profesional, 1978

### Teatro
- Las manos vacías. Santo Domingo: Editora Arte y Cine, 1959.
- Teatro. Santo Domingo: Editora del Caribe, C. por A., edición de la Sociedad de Autores Dramáticos de R.D., 1968
- Yo, Bertolt Brecht.
- Pirámide 179.
- La otra estrella en el cielo.
- Boccaccio.

- Datos: Q6035606